# Étienne-Émile Cornudet des Chaumettes
Pour les articles homonymes, voir Cornudet des Chaumettes.
Étienne-Émile Cornudet des Chaumettes, né le 10 février 1795 à Felletin (Creuse), mort le 2 décembre 1870 à Crocq (Creuse), est un homme politique français.

## Biographie
Fils de Joseph Cornudet des Chaumettes et de Jeanne Cellier du Montel, il entre comme auditeur au Conseil d'État en 1813. Sous la Restauration, il devient mousquetaire dans la Maison du Roi en 1814. Après la suppression du corps en 1816, il s'inscrit comme avocat au barreau de Paris et se fait nommer sous-préfet d'Issoudun le 17 mars 1819, douze jours après que son père ait retrouvé son siège à la Chambre des pairs. Le 6 septembre 1820, il se fait transférer à la sous-préfecture de Figeac, qu'il administre pendant dix-huit mois. Puis il donne sa démission pour s'occuper d'agriculture. En mai 1822, il achète le château de Neuville-sur-Oise, ses dépendances et la tour de Conflans.
Conseiller général du canton de Crocq, en Creuse de 1831 à 1848, il est élu le 5 juillet 1831 député du deuxième collège électoral de la Creuse, dans l'arrondissement d'Aubusson, puis réélu le 21 juin 1834 par 124 voix sur 184 votants et 227 inscrits contre M. Mazeron. Siégeant au centre-droit, il soutient constamment la politique ministérielle. Il est réélu le 4 novembre 1837 par 142 voix sur 171 votants et 234 inscrits, le 2 mars 1839 sans concurrent et le 9 juillet 1842 par 127 voix sur 208 votants et 250 inscrits contre M. Sallandrouze. Élevé à la dignité d'officier de la Légion d'honneur en avril 1843 et nommé pair de France le 4 juillet 1846 pour lui éviter une possible défaite, il continue à soutenir le gouvernement à la Chambre haute. Il perd tous ses mandats avec la révolution de 1848 et se retire de la vie politique.

## Famille
Marié en 1821 à Églé-Eugénie Vanlerberghe, fille d'Ignace-Joseph Vanlerberghe, un riche banquier, associé d'Ouvrard, et de Barbe Rosalie Lemaire (qui lui fait donation du château et terre de Briffœil le 27 avril 1822), il est le père de Joseph-Alfred Cornudet des Chaumettes,.

## Sources
- « Étienne-Émile Cornudet des Chaumettes », dans Adolphe Robert et Gaston Cougny, Dictionnaire des parlementaires français, Edgar Bourloton, 1889-1891 [détail de l’édition].